# متسترول
متسترول (انگلیسی: Methestrol) یک استروژن غیراستروئیدی مصنوعی از گروه استیل‌بسترول مربوط به دی‌اتیل استیل‌بسترول است که دیگر به بازار عرضه نمی‌شود.